# Alessia Russo
Alessia Russo (Maidstone, 8 februari 1999) is een voetbalspeelster uit Engeland. Ze speelt als aanvaller voor Arsenal in de Super League.

## Clubcarrière
Alessia Russo begon haar carrière bij Chelsea waarvoor ze niet verder kwam dan een duel in de eerste ronde van de FA WSL Continental Cup op 2 juli 2016. In januari 2017 maakte Russo de overstap naar Brighton & Hove Albion. Op 11 februari 2017 wist Russo de eerste goal voor Brighton & Hove Albion te maken in een 1-1 gelijkspel tegen London Bees. In 2018 ging Russo naar de Verenigde Staten om voor North Carolina Tar Heels te studeren en spelen.
Op 10 september 2020 tekende Russo een Tweejarig contract bij Manchester United. In een met 5-2 gewonnen duel tegen Birmingham City maakte Russo haar debuut. In de volgende wedstrijd tegen haar oude club Brighton & Hove Albion scoorde Russo haar eerste doelpunt voor Manchester United. Russo zou door een hamstringblessure een groot deel van het seizoen 2020/21 missen. Het seizoen erna maakte Russo 11 goals in 30 wedstrijden waardoor ze winnaar werd van de team's Players' Player of the Year verkiezing. Het seizoen 2022/23 speelde Russo opnieuw voor Manchester United. Ze maakt een hattrick in een thuiswedstrijd tegen Leicester City.
Op 4 juli 2023 werd bekend dat Russo transfervrij de overstap maakte naar Arsenal. Haar debuut voor Arsenal maakte Russo in de wedstrijd om kwalificatie voor de Champions League 2023/24 tegen Paris FC. Ondanks twee doelpunten van Russo waardoor een penaltyreeks werd afgedwongen, werd er verloren en plaatste Arsenal zich niet voor de Champions League. Op 15 oktober 2023 volgde ook Russo's eerste Super League goal in een late 2-1 overwinning op Aston Villa.
In mei 2025 won Russo met Arsenal de UEFA Women's Champions League 2024/25, door een 1—0 overwinning op FC Barcelona.

## Statistieken
| Seizoen   | Club                   | Land     | Competitie   | Wedstrijden | Doelpunten |
| --------- | ---------------------- | -------- | ------------ | ----------- | ---------- |
| 2016-2017 | Chelsea FC             | Engeland | Super League | 0           | 0          |
| 2017      | Brighton & Hove Albion | Engeland | Super League | 7           | 3          |
| 2020/21   | Manchester United      | Engeland | Super League | 4           | 3          |
| 2022/23   | Manchester United      | Engeland | Super League | 22          | 9          |
| 2022/23   | Manchester United      | Engeland | Super League | 20          | 10         |
| 2023/24   | Arsenal                | Engeland | Super League | 22          | 12         |
| 2024/25   | Arsenal                | Engeland | Super League | 21          | 12         |
| Totaal    | Totaal                 | Totaal   | Totaal       | 96          | 49         |

Laatste update: 28 juli 2025

## Interlandcarrière
Russo maakte haar debuut voor het Engelse nationale team op 11 maart 2020 in een 1-0 nederlaag tegen Spanje. Haar eerste interlandgoals volgden op 30 november 2023 in een duel tegen Letland in de kwalificatie voor het EK 2022 dat met maar liefst 20-0 werd gewonnen. Het was de snelste hattrick in de geschiedenis van het Engelse voetbal.
Russo werd geselecteerd voor het EK 2022. Met Engeland werd Russo Europees kampioen door Duitsland met 2-1 te verslaan. Russo kwam alle wedstrijden op het toernooi in actie en maakte 4 goals waaronder een hakgoal tegen Zweden. Deze goal werd na het toernooi uitgeroepen tot Goal of the Tournament en werd genomineerd voor de 2022 FIFA Puskás Award.
Op 31 mei 2023 selecteerde bondscoach Sarina Wiegman voor het WK 2023. Russo maakte belangrijke goals in de wedstrijden tegen Colombia en Australië waardoor Engeland de finale van het WK wist te halen. Deze werd echter verloren met 1-0 tegen Spanje.
Op 6 juni 2025 werd Russo opgenomen in de Engelse selectie voor op het EK 2025 in Zwitserland. Met haar land werd Charles op 27 juli 2025 Europees kampioen door in de finale na penalty's af te rekenen met Spanje.
1 Earps ·
2 Bronze ·
3 Daly ·
4 Walsh ·
5 Greenwood ·
6 Bright ·
7 Mead ·
8 Williamson  ·
9 White ·
10 Stanway ·
11 Hemp ·
12 Carter ·
13 Hampton ·
14 Kirby ·
15 Stokes ·
16 Scott ·
17 Parris ·
18 Kelly ·
19 England ·
20 Toone ·
21 Roebuck ·
22 Wubben-Moy ·
23 Russo ·
Coach: Wiegman
1 Earps ·
2 Bronze ·
3 Charles ·
4 Walsh ·
5 Greenwood ·
6 Bright  ·
7 James ·
8 Stanway ·
9 Daly ·
10 Toone ·
11 Hemp ·
12 Nobbs ·
13 Hampton ·
14 Wubben-Moy ·
15 Morgan ·
16 Carter ·
17 Coombs ·
18 Kelly ·
19 England ·
20 Zelem ·
21 Roebuck ·
22 Robinson ·
23 Russo ·
Coach: Wiegman
1 Hampton ·
2 Bronze ·
3 Charles ·
4 Walsh ·
5 Greenwood ·
6 Williamson  ·
7 James ·
8 Stanway ·
9 Mead ·
10 Toone ·
11 Hemp ·
12 Le Tissier ·
13 Moorhouse ·
14 Clinton ·
15 Morgan ·
16 Carter ·
17 Agyemang ·
18 Kelly ·
19 Beever-Jones ·
20 Park ·
21 Keating ·
22 Wubben-Moy ·
23 Russo ·
Coach: Wiegman